# 第14裝甲師 (德國國防軍)
第14装甲师（德語：14.Panzer-Division）是二战期间德国国防军陆军的一个装甲师。它是1940年由第4步兵师改制而成。

## 历史
第14装甲师于1940年8月由第4步兵师和第4装甲师组成。第4步兵师提供师参谋和步兵部分，而第4装甲师通过将第36装甲团转移到新师来提供坦克部队。
1941年4月，第14装甲师参加了入侵南斯拉夫的行动，并于4月15日抵达萨拉热窝。不久之后，它返回德国准备巴巴罗萨行动。1941年6月，作为南方集团军群的一部分，该师参加了对苏联的入侵。它几乎持续参与了整个1941年的战斗，包括东线的第一个冬天。1942年初，随着南方集团军群挺进哈尔科夫和顿河地区，该师参加了德军夏季攻势。它被转移到弗里德里希保卢斯的第6集团军，不久后在斯大林格勒被包围。到1943年2月，该师在斯大林格勒战役中被摧毁。
该师在法国布列塔尼进行了重组。到1943年11月，它已做好战斗准备，调回东线的南方集团军群。8月经过整编后，它被转移到北方集团军群的库尔兰地区（今拉脱维亚和立陶宛）。
1945年1月，红军在东线发动了多次重大攻势。北方集团军群的大部分——包括第14装甲师——被绕过并被困在库尔兰口袋，并一直留在那里直到1945年5月德国投降。该师在战争的最后几周被解散，其人员被编入两个装甲旅。该师的一部分在战争的最后一周撤离到德国本土并向西方盟军投降，而剩下的部队于1945年5月10日向苏联军队投降。